# Остров Принц Едуард
Остров Принц Едуард (PEI или P.E.I; на английски: Prince Edward Island; на френски: Île-du-Prince-Édouard) е една от десетте провинции на Канада. Има площ от 5660 км², която я нарежда на последно място сред канадските провинции и население от 142 907 жители (2016). Столицата на провинцията е Шарлъттаун с население от 36 094 жители (2016). Площта само на остров Принц Едуард е 5620 км2, а покрай бреговете на острова има още 231 малки островчета.

## География

### Географско положение
Остров Принц Едуард се намира в южната част на залива Сейнт Лорънс, като отстои на 22,3 км на изток от бреговете на провинция Ню Брунсуик, на 50,7 км на запад от остров Кейп Бретон, а на юг протока Нортъмбърланд го отделя от п-ов Нова Шотландия. В най-тясната част на протока е изграден Мостът на Конфедерацията (Confederation Bridge) с дължина 13,3 км, който осъществява сухоземна връзка на острова с останалата част на Канада. Крайните точки на острова са:
на север – нос Норт Кейп (47°03′32″ с. ш. 63°59′50″ з. д. / 47.058889° с. ш. 63.997222° з. д.)
на юг – нос (45°56′54″ с. ш. 62°45′08″ з. д. / 45.948333° с. ш. 62.752222° з. д.)
на изток – нос Ист Пойнт (46°27′11″ с. ш. 61°58′17″ з. д. / 46.453056° с. ш. 61.971389° з. д.)
на запад – нос Уест Кейп (46°40′34″ с. ш. 64°24′50″ з. д. / 46.676111° с. ш. 64.413889° з. д.)
Дължината на острова между крайната западна и крайната източна точка е 189 км, а ширината му варира от 54 км в източната част до 4,5 км в най-тясната западна част между заливите Малпек на север и Бедек на юг.

### Брегова линия
Бреговата линия на острова с дължина 1107 км е силно разчленена. Голяма част от северното крайбрежие е от нисък, лагунен тип бряг. Тук от запад на изток се редуват няколко големи заливи (лагуни) – Каскумпес, Малпек (най-голям), Ню Лондон, Бракли Бей, Тракади и Сейнт Питър, преградени от към морето с дълги и тесни пясъчни ивици (коси). По южното крайбрежие се редуват дълги пясъчни плажове със стръмни на места дори отвесни брегове. Тук от запад на изток дълбоко в сушата се врязват няколко големи залива: Пърсивал, Бедек, Хилсбъро (с множество вторични разклонения, едно от които почти разделя острова, като стига само на 3,7 км от южния бряг на северния залив Тракади), Поунал, Орвил, Сейнт Мъри, Кардиган и Боутън.
Освен по-горе изброените заливи има още стотици по-малки заливчета, които предлагат идеални условия за изграждането на малки пристанища, обслужващи населените места по крайбрежието.
Като цяло крайбрежието на Принц Едуард е комбинация от дълги плажове, дюни, стръмни брегове изградени от червеникави на цвят пясъчници, блата, заливи и полуострови.

### Релеф и геоложки строеж
Релефът на острова е равнинен. Средната надморска височина е 25 м, а максималната височина – 142 м в централната част на острова в басейна на река Глен, където има ниски хълмове.
Островът е изграден от седиментни скали, образували се преди 250 – 300 млн. години от праисторическите реки течащи по това време, носещи и натрупващи по течението си и в близките морета тиня, пясък и чакъл. През кватернера остров Принц Едуард е покрит с дебела ледена покривка и по това време целият остров е под нивото на океана. Преди около 15 хил. години ледниците се стопяват и оттеглят на север и сушата, освободила се от тежестта на ледника, бързо се издига, в резултат на което се образува острова в приблизително сегашната си конфигурация. Този процес не е престанал и според геоложки и геодезически измервания островът се издига с 1 мм на всеки 10 години.

### Климат, води и защитени местности
Климатът на острова е мек, влажен, океански. Средната юлско-августовска температура е около 23 °C, като максималните температури през тези месеци много често надвишават 30 °C. Средната януарско-февруарска температура е доста висока 3,3 °C, като зимата е умерено студена. През зимните месеци поради сблъсъка на топлите атлантически въздушни маси с тези спускащи се от Арктика много често се наблюдават дни със снежни бури и много ниски температури. Най-приятния сезон на острова е есента, която обикновено е дълга и топла.
Валежите на острова са обилни, главно от дъжд, като средногодишните валежи са 855 мм, като повече от 1/4 от тях – 285 мм са във вид на сняг. Максимумът на валежите е в края на есента и началото на зимата (ноември – декември) и в средата на пролетта (април – май). Почти ежегодно водите на залива Сейнт Лорънс около острова замръзват и разтопяването на леда настъпва в края на април и началото на май.
Във връзка с влажния климат реките на острова са къси, но пълноводни, като много от тях през зимния сезон замръзват.
Остров Принц Едуард се слави като една от най-красивите провинции на Канада. Провинциалното правителство е приело строги закони за опазване, съхраняване и обновяване на околната среда. Приети са специални закони за планиране на залесяването и контрола на земеползването. На острова има създадени 16 провинциални парка и един национален парк – Гринуич (на северното крайбрежие, на входа на залива Сейнт Питър).

## История

### Колониален период
Островът е обитаван от древни времена от племена от индианския народ микмак, които наричат острова Епеквикт (Epekwikt), което в превод означава „почивка върху вълните“.
Северното крайбрежие на острова е открито на 1 юли 1534 г. от френския мореплавател Жак Картие по време на първото му плаване за търсене на т.нар. „Северозападен проход“, който нарича острова Ил дьо Сен Жан. През следващите 200 години европейски, преди всичко френски преселници-рибари се настаняват на острова, създават свои селища и развиват земеделие и риболов.
В периода от 1745 до 1758 на острова се провеждат няколко сражения между английските войски и френския гарнизон базиран в Порт ла Жое (сега Шарлъттаун). В крайна сметка с договорът от Париж от 1763 г., който слага края на Седемгодишната война островът преминава под владението на Англия и става нейна колония. Първият британски губернатор на острова става Уолтър Патерсън (1735/42 – 1798), който е назначен на този пост през 1769 г. и, който провежда политика целяща изгонването на френските заселници и преселването на нови ирлански имигранти. Неофициално по това време островът се нарича Нова Ирландия.
През 1787 г. Патерсън е уволнен и за негов приемник е назначен Едмънд Фанинг (1739 – 1818), като остава на този пост до 1804 г. По настояване на новия губернатор остров Ил дьо Сен Жан (на английски Сейнт Джон) с декрет на британския крал от 29 ноември 1798 г. е преименуван на остров Принц Едуард в чест на командващия по това време английски войски в Северна Америка принц Едуард Август, херцог на Кент (1767 – 1820), четвърти син на крал Джордж III. (Принц Едуард по-късно става баща на бъдещата кралица Виктория).
През целия XIX в. на острова пристигат множество имигранти главно от британските острови и, главно сравнително заможни във Великобритания семейства, като към момента на присъединяването на колонията към Канада населението наближава 100 хил. души.

### Провинция на Канада
През септември 1864 г. отстров Принц едуард е домакин на конференцията, която три години по-късно провъзгласява образуването на Канадската конфедерация. През 1871 г. Великобритания започва изграждането на жп линия на острова, строителството на която скоро е прекратено и местните заселници са силно разочаровани от колониалното правителство. Започват се преговори с американска компания, която да завърши строителството, но много скоро става ясно, че САЩ проявяват експанзионистична политика спрямо малкия остров.
Организиран е инициативен комитет, който провежда преговори с новата конфедерация Канада, която се съгласява да завърши изграждането на жп линията, изкупуването на външния дълг на колонията и освобождаването на местното население от данъци за известен период от време. На 1 юли 1873 г. бившата британска колония Остров Принц Едуард официално е приета за отделна провинция в състава на Канада.

## Население
Остров Принц Едуард е не само най-малката по площ провинция на Канада, но и най-малката по население (като се изключат трите територии на Канада Юкон, Северозападни територии и Нунавут). Преброяването през 2011 г. отчита 140 204 души, което прави по 24,8 души на км2.

### Демография
По време на първото официално преброяване на населението през 1851 г. на острова живеят 62 678 жители, а към момента на присъединяването на колонията към Канада населението наближава 100 хил жители – 94 021 (1871 г.). След влизането на острова в конфедерацията населението бавно се увеличава до началото на 20 век, след което се наблюдава намаляване на населението до 88 хил. души през 1931 г. От този момент нататък демографските изследвания показват, че макар и бавно, но с постоянен прираст (около 1%) населението отново започва бавно да се покачва, като през 1961 г. отново надхвърля 100 хил. жители. По време на последното преброяване през 2011 г. в провинцията живеят 140 204 души.
По време на присъединяването си към Канада провинцията е на 5-о място по население, през 1891 г. е на 6-о, през 1901 г. на 7-о, през 1941 г. на 9-о, а e 10-ата по население провинция на Канада.

### Градове
На острова, за разлика от останалите провинции на Канада няма големи градове. През 2011 г. половината от населението на острова живее в 7 града с население над 1000 жители:
Шарлъттаун – 32 545 жители
Съмърсайд – 15 654 жители
Страдфорд – 8043 жители
Корнуол – 5375 жители
Монтагю – 5134 жители
Кенсингтън – 1385 жители
Съри – 1232 жители
Останалата половина от населението живее в стотици малки градчета, села и ферми, разположени по цялата територия на острова.

### Етнически и езиков състав, религия
Според преброяването от 2001 г. най-голямата етническа група на острова са хора от шотландски произход (38%), следвана от английски (28,7%), ирландски (27,9%), френски (21,3%), немски (4%) и холандски (3,1%) произход. Остров Принц Едуард е канадската провинция с най-малък процент население, различно от бялата раса. Повече от половината анкетирани по време на преброяването заявяват, че са вече етнически канадци.
93,8% (125 265 души) от населението на острова говори на английски език, 4% на френски, а останалите 2,2% е население говореща на холандски, немски, испански, китайски, арабски, унгарски, индиански (микмак), японски, полски, корейски и други.
Основната религия на острова е римокатолическата, която се изповядва от 47% от населението, 43% са протестанти, а останалите 10% изповядват други религии.

## Стопанство
Основите отрасли на стопанството на остров Принц Едуард са развито селско стопанство, туризъм и риболов. Тежката промишленост е много слабо развита на острова и липсват енергийни източници. В близост до източните брегове на острова са открити големи количества природен газ, които все още не се разработват.

### Селско стопанство
Модерно развитото селско стопанство е доминиращ отрасъл на острова, отрасъл който се развива още от времето на колониалния период. Основна селскостопанска култура (1/3 от цялата селскостопанска продукция) са картофите, като годишното производство възлиза на около 1,3 млн. т, което представлява 1/3 от цялото производство на картофи в Канада. Освен картофи островът е най-големият производител и износител в света на посадъчен материал за производство на картофи.
В провинцията са приети строги правила за стопанисването на земята, като има забрана за продажбата на земя и брегова линия на чужди граждани и фирми и е наложен ограничен лимит за големината на стопанствата – до 400 ха на фермер и до 1200 ха на фирма.
Риболовът е едно от основните пера в икономиката на страната, като освен традиционната риба, която се ловува от столетия на острова в последните години се развива лова на омари и отглеждането на миди в специални мидени ферми.

### Промишленост
През последното десетилетие с бързи темпове се развива и икономиката базирана главно в ключови области като: самолетостроенето, биотехнологиите, информационните и комуникационни технологии и производството на енергия от възобновяеми енергийни източници. Производството на самолетни двигатели и оборудване за самолети осигурява близо 25% от износа на провинцията, като годишната продажба възлиза на 355 млн. долара.
Около 15% от електроенергията на острова се произвежда от възобновяеми енергийни източница (предимно вътърни електроцентрали), като се очаква до 2015 г. процентът да достигне до 50%. Преди строежа и развитието на вятърните електроцентрали цялата налична електроенергия за острова е доставяна от провинция Ню Брунсуик чрез подводен кабел.
Друга „интересна“ особеност на острова е тази, че със закон от 1976 г. е забранено използването на алуминиеви и пластмасови кутии и бутилки за еднократна употреба за бира, безалкохолни напитки и консерви. Използват се единствено стъклени съдове за многократна употреба. Част от тази забрана е вдигната през 2008 г.
Годишният брен национален доход на глава от населението през 2011 г. се е равнявал на 62 110 долара, а минималната работна заплата е била 960 долара.

### Транспорт
Основният вид транспорт на острова естествено е морският. В градовете Шарлъттаун, Съмърсайд, Борден, Джорджтаун и Съри има изградени модерни пристанища, свързани с шосейната и железопътната мрежа на острова.
Втори по значение след морския транспорт е шосейният. На 1 юни 1997 г. е пуснат в експлоатация т.нар. „Мост на Конфедерацията“ (Confederation Bridge) с дължина 13,3 км, който осъществява сухоземна връзка на острова (при град Борден) с останалата част на Канада (нос Журимейн, провинция Ню Брунсуик). Островът е най-гъстата шосейна мрежа от всички провинции на Канада – 3824 км с твърдо покритие и 1558 км макадам. До острова са осъществени и две сезонни фериботни връзки: първата от пристанището Карибу в провинция Нова Шотландия до пристанището на градчето Ууд Айлънд (в най-южната точка на острова) и втората от пристанището Съри (на източното крайбрежие) до островите Магдален в централната част на залива Сейнт Лорънс.
От 1989 г. жп мрежата почти не се използва и голяма част от нея е демонтирана, като по нейното трасе е изградена 470-километрова колоездачно-туристическа пътека, използвана от местното население и чужди туристи за спортуване и отдих.
На острова има две летища в Шарлъттаун и Съмърсайд, чрез които се осъществява бърза и удобна връзка с останалите части на Канада.